# Endoxoneura
Endoxoneura är ett släkte av insekter. Endoxoneura ingår i familjen dvärgstritar.
Kladogram enligt Catalogue of Life:
| Endoxoneura | \| \| Endoxoneura lineata \| \| \| \| \| \| Endoxoneura splendidula \| \| \| \| |
|             | \| \| Endoxoneura lineata \| \| \| \| \| \| Endoxoneura splendidula \| \| \| \| |
|             | Endoxoneura lineata                                                             |
|             |                                                                                 |
|             | Endoxoneura splendidula                                                         |
|             |                                                                                 |